# Ґрант Сміт (хокеїст на траві)
Ґрант Сміт (англ. Grant Smith, 20 квітня 1971) — австралійський хокеїст на траві.
Бронзовий призер Олімпійських Ігор 1996 року.